# Saint John’s University (Shanghai)
St. John’s University Shanghai (chinesisch 聖約翰大學 / 圣约翰大学, Pinyin Shèng Yuēhàn Dàxué) war eine Anglikanische Universität im alten Shanghai. Sie lag in der Jessfield Road 188 in Shanghai. Vor dem chinesischen Bürgerkrieg war sie eine der angesehensten Universitäten der Republik China. Nach Gründung der Volksrepublik China wurde sie 1952 aufgelöst und ihre Fakultäten denen anderer Universitäten in China zugeordnet.

## Geschichte
Die Universität wurde 1879 von William Jones Boone, Bischof von Shanghai, und seinem späteren Bischofskollegen Samuel Isaac Joseph Schereschewsky, durch die Zusammenfassung zweier bereits bestehender anglikanischen Hochschulen gegründet und hieß zunächst „St. Johns College“. Der Architekt des Gebäudes war William Halsey Wood. Die Universität begann mit nur 39 Studenten und unterrichtete zunächst hauptsächlich auf Chinesisch. Erst 1891 wurde Englisch die Hauptunterrichtssprache.
Im Jahre 1905 wurde sie in St. John’s University umbenannt und in Washington, D.C. in den USA registriert. Damit war es möglich, dass amerikanische Studenten und Graduierte von St. Johns direkt an amerikanische Universitäten wechseln konnten. Sie zog damit einige der intelligentesten und wohlhabendsten Studenten des damaligen Shanghai an und war die erste Universität in China, die von 1907 an Bachelor Grade vergab.
Die Universität überlebte den chinesischen Bürgerkrieg, wurde 1952 aber von der chinesischen Regierung aufgelöst, die die Universitäten nach sowjetischem Vorbild umgestaltete und keine religiös geprägten Universitäten mehr zuließ. Die meisten ihrer Fakultäten wurden in die Pädagogische Universität Ostchina und in die Fudan-Universität eingegliedert. Die medizinische Fakultät wurde mit dem Shanghai Second Medical College, der heutigen medizinischen Fakultät der Jiaotong-Universität Shanghai, zusammengelegt.

## Bekannte Absolventen
- David Au, Gründer der Sincere Company, des ersten Warenhauses in China.
- Raymond Chow, Filmemacher.
- Thomas Dao (1921–2009), Arzt, der Alternativen zur Behandlung von Brustkrebs entwickelte.[1]
- Chung Sze Yuen, angesehener Hongkonger Politiker.
- Francis Hsu, früherer katholischer Bischof von Hongkong.
- Wellington Koo, Diplomat, früherer Präsident der Republik China, Außenminister, früherer Richter und Vizepräsident des Internationalen Gerichtshofs.
- Jiang Shaoji, berühmter Internist und Gastroenterologe in China.
- Jing Shuping, (graduated 1939) Geschäftsmann, Gründer der Minsheng-Bank, Chinas erster Privatbank.[2]
- Lu Ping, chinesischer Politiker, betraut mit der Übergabe von Hongkong und Macau an China.
- Meng Xiancheng, Erzieher und erster Präsident der East China Normal University.
- Niu Hui-sheng (1892–1937), Chirurg und wichtiger Akteur bei der Modernisierung des chinesischen Gesundheitswesens.
- Shi Jiuyong, Jurist und früherer Präsident des Internationalen Gerichtshofs.
- T.V. Soong, Politiker, Premier der Republik China.
- K.H. Ting, Anglikanischer Bischof und früherer Anführer der Protestanten der Republik China (Taiwan).
- Yen Chia-kan, Politiker und früherer Vizepräsident und Präsident der Republik China (Taiwan).
- Rong Yiren, „Roter Kapitalist“, Vizepräsident der Volksrepublik China.
- Zhang Boling, Gründer der Nankai-Universität und des Nankai-Schulsystems.
- Zhou Youguang, Ökonom und Linguist
- Zhu Qizhen, früherer Vize-Außenminister, chinesischer Botschafter in den USA und Vorsitzender der Komitees für Auswärtige Angelegenheiten des Nationalen Volkskomitees des Nationalen Volkskongresses von China.

## Verwaltung
- Francis Lister Hawks Pott, Präsident des St. John’s College von 1888 bis 1896, Präsident der St. John’s University von 1896 bis 1941
- William Payne Roberts, Dozent und stellvertretender Präsident in Abwesenheit von Pott.
- David Z. T. Yin, Rektor der Universität. Er war ein bekannter chinesischer Gelehrter, der zur Jahrhundertwende den YMCA (CVJM) in Shanghai vertrat.